# Leonid Rochal
Leonid Mikhaïlovitch Rochal (en russe : Леонид Михайлович Рошаль) né le 27 avril 1933 à Livny en URSS aujourd'hui Russie, est un professeur de médecine russe qui s'est illustré en prenant part aux négociations avec les terroristes tchétchènes, lors des prises d'otages du Nord-Ost en octobre 2002 à Moscou et de Beslan, en 2004.
En 1988, il se rendit en Arménie, lors du tremblement de terre, afin de soigner la population,. Il crée alors le Comité international pour l'aide aux enfants victimes de guerre et de catastrophes naturelles.
Il est chirurgien, spécialiste de chirurgie infantile, directeur du centre de recherche scientifique de chirurgie et de traumatologie infantiles de Moscou, membre de la Chambre consultative publique de la fédération de Russie (Obchtchestvennaïa palata), créée en 2005, expert de plusieurs organisations internationales de santé, dont l'OMS, et titulaire de décorations russes et étrangères.

## Récompenses et distinctions
- Docteur honoraire de l'académie arménienne des sciences, en 2003[7].
- Il reçoit en 2005 la distinction European of the Year (Reader's Digest award)[8].

## Filmographie
- Leonid Roshal. Sans paroles inutiles, Akim Salbiev, 2011